# آرکادیوش گواش
آرکادیوش گواش (انگلیسی: Arkadiusz Gołaś؛ ۱۰ مهٔ ۱۹۸۱ – ۱۶ سپتامبر ۲۰۰۵) ورزشکار، و بازیکن والیبال اهل لهستان بود.
وی از سال ۲۰۰۱ تا ۲۰۰۵ عضو تیم ملی لهستان بود. گواش در سال ۲۰۰۵ بر اثر تصادف و ضربه خودرو به بتن در نزدیکی کلاگفورت اتریش از دنیا رفت.

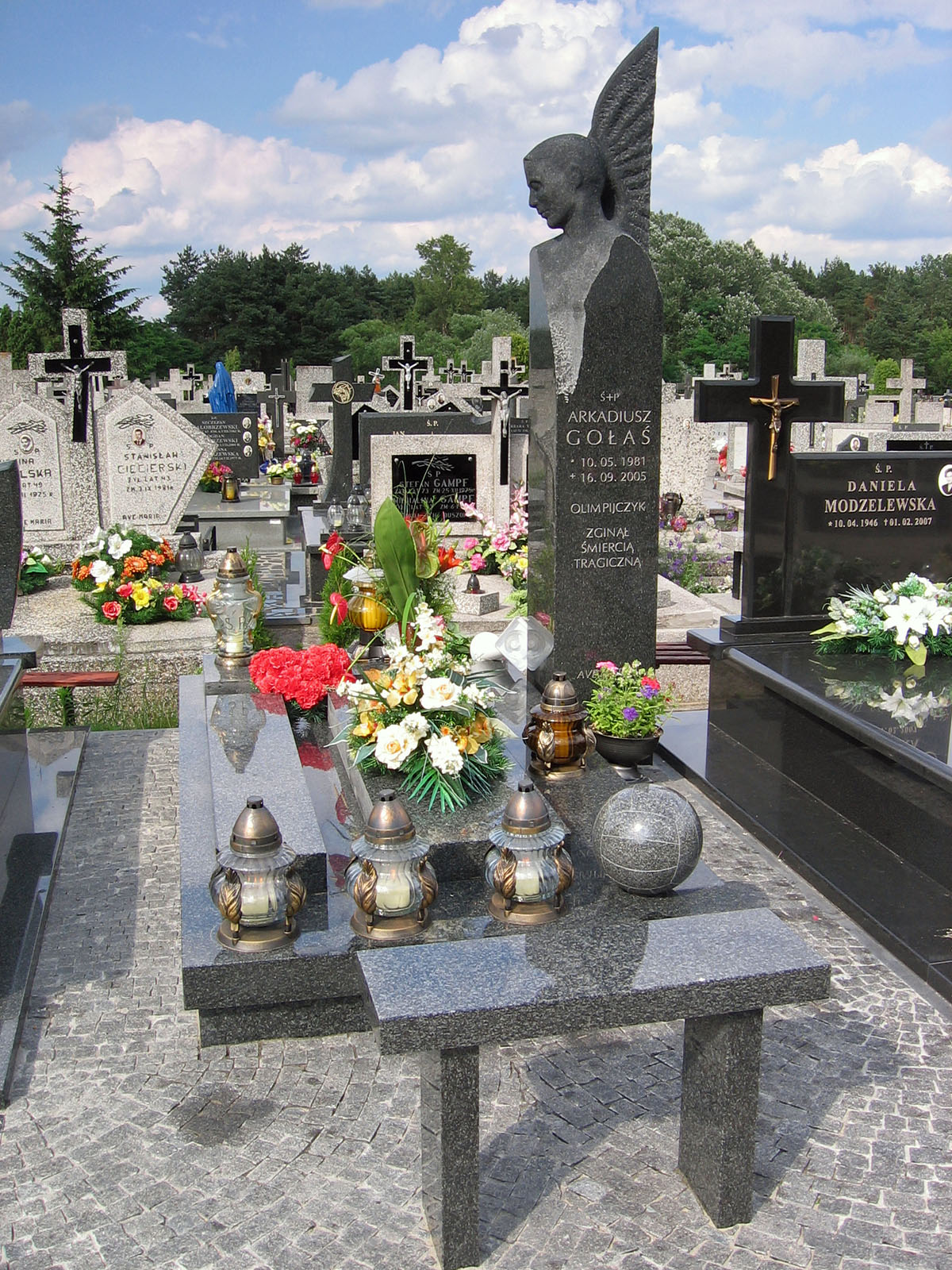
مزار آرکادیوش